# Виг, Роги
Роги Виг, полное имя Роберт Габор Шарль Виг (нидерл. Rogi Wieg, Robert Gabor Charles Wieg; 21 августа 1962, Делфт — 15 июля 2015, Амстердам) — нидерландский поэт и прозаик.

## Биография
Сын выходцев из Венгрии, переселившихся в Нидерланды в 1956-м. Дебютировал как поэт, в 1990-х годах начал публиковать прозу. Лауреат нескольких национальных литературных премий. В интервью нередко говорил, что страдает синдромом Питера Пэна.
С 29 декабря 2014 года состоял в официальном браке с Эбиш Ковач — иллюстратором его последней изданной книги «Хазарская кровь».
Виг ушёл из жизни 15 июля 2015 года. Он был вынужден прибегнуть к эвтаназии ввиду невыносимых психических и физических страданий.

## Произведения
- Каждую ночь исчезает женщина или мужчина (1982)
- Время как выстрел в шею (1982)
- Её смерть превратилась в маки (1983)
- Несколько слов из дома (1983)
- Дни в Будапеште (1985)
- Магия прошлых дней (1986)
- Море не имеет манер (1987)
- Розовые буквы (1989)
- Любимый беспорядок (1990, повесть)
- Любовник моей матери (1992, роман)
- Со вчера прошло два дня (1992, новеллы)
- Хлопья снега (1992)
- Красиво и шёлково (1993)
- Только Интернет (1996, в соавторстве)
- Суфлёр дьявола (1996, новеллы)
- Ограбление (1997, роман)
- Любовь это тяжёлая работа (1998)
- Все истории (1999, собрание рассказов)
- Книга любезностей (2000)
- Товарищ Бритва (2003, роман)
- Другой (2004)
- Где он вешает пальто (2006, избранные стихотворения)
- Гребень (2007)
- Хазарская кровь (2012)